# کریستین مایکون هنینگ
کریستین مایکون هنینگ (به پرتغالی: Christian Maicon Hening) بازیکن اهل برزیل است که در شهر بلومنائو و در تاریخ ۲۵ اوت ۱۹۷۸ به دنیا آمده‌است.
```
 
[
۱
]
```